# Jelena Alexandrowna Fomina
Jelena Alexandrowna Fomina (russisch Елена Александровна Фомина, wiss. Transliteration Elena Aleksandrovna Fomina, * 5. April 1979 in Moskau) ist eine ehemalige russische Fußballspielerin und heutige -trainerin. Von 2015 bis 2020 trainierte sie die Russische Fußballnationalmannschaft der Frauen.

## Karriere

### Spielerin
Jelena Fomina spielte während ihrer aktiven Karriere für Tschertanowo Moskau, ZSK WWS Samara, FK Lada Toljatti, Nadeschda Noginsk, Spartak Moskau und ZSP Ismailowo.
Fomina spielte zunächst für die russische U-20-Mannschaft. Von 1999 bis 2012 spielte sie dann für die A-Nationalmannschaft. Sie war Teil des Kaders für die Fußball-Weltmeisterschaft der Frauen 1999. Bei der Fußball-Europameisterschaft der Frauen 2001 spielte sie in allen drei Gruppenspielen von Beginn an. Zwei Jahre später kam sie bei der Fußball-Weltmeisterschaft der Frauen 2003 ebenfalls in allen drei Gruppenspielen zum Einsatz und erzielte ein Tor. Außerdem nahm sie mit der Nationalmannschaft am Zypern-Cup 2009 teil. Im gleichen Jahr absolvierte sie bei der Fußball-Europameisterschaft der Frauen 2009 erneut alle drei Gruppenspielen.

### Trainerin
Fomina begann ihre Karriere als Trainerin 2012 bei FK Rossijanka. Ab 2015 trainierte sie die russische Frauen-Nationalmannschaft. Mit der Nationalmannschaft nahm Fomina an der Fußball-Europameisterschaft der Frauen 2017 teil. Russland verpasste als Gruppendritter erneut den Einzug in die Finalrunde, erzielte im Spiel gegen Italien allerdings seinen ersten Sieg bei einem EM-Endrundenspiel. Seit 2018 ist Fomina zusätzlich Trainerin der Frauenmannschaft von Lokomotive Moskau. Ende 2020 löste Juri Krasnoschan Jelena Fomina als Nationaltrainer ab, da der russische Verband es nicht für vereinbar hielt, dass sie zudem Lokomotive Moskau trainierte.